# 전기 음성도

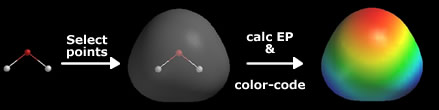
물 분자의 전기적 위치 에너지 지도. 산소 원자가 있는 곳일수록 음전하를 띄어 붉게 채색되어있고, 수소 원자가 있는 곳일수록 양전하를 띄어 파랗게 채색되어있다. 이러한 전하 분포의 불균형은 산소와 수소의 전기음성도 차이에 의해 발생한다.

전기 음성도(電氣陰性度, Electronegativity, 기호: χ)는 한 원자가 화학 결합을 할 때 다른 전자를 끌어들이는 정도이다. 전기 음성도가 높을수록 원자가 전자를 더 끌어 당긴다. 원자가 전자와 원자핵의 거리, 원자 번호(양성자의 개수)에 의해 결정된다. 공유 결합과 이온 결합의 결합 에너지와 결합의 화학적 극성의 부호와 크기를 정량적으로 추정하는 간단한 방법으로 사용된다.
기본적으로, 전기 음성도는 유효 핵전하와 원자의 전자 껍질 속 전자의 수와 위치(전자가 많을수록 전자를 더 적게 끌어당김)에 의해 결정된다. 이때 핵전하의 관점에서는, 양성자가 많을수록 전기음성도가 더 높아진다. 전자 껍질 속 전자의 관점에서는, 최외각 전자가 핵에서 멀리 있을수록, 그리고 원자의 전자가 더 많이 있을수록 가리움 효과에 의해 전기음성도가 낮아진다.
"전기음성도"라는 용어는 1811년 옌스 야코브 베르셀리우스에 의해 도입되었지만, 그 개념은 이전에도 아브가드로를 비롯한 많은 화학자들이 이미 인지하고 연구하고 있었다. 그럼에도 전기 음성도의 정량적 척도는 원자가 결합 이론의 발전으로 1932년 라이너스 폴링이 결합 에너지에 의존하는 척도를 처음으로 제안하기까지 100년 넘는 시간동안 설정되지 않았었다. 폴링의 연구를 통해 전기 음성도는 다른 여러 화학적 성질과 상관관계가 있다는 것이 밝혀졌다. 폴링 이외에도 다양한 척도가 제안되었으나, 폴링 척도와 약간의 차이만 가지며 이 경우에도 원소들의 번호에 따른 주기적 속성은 일관적으로 나타난다.
일반적으로 라이너스 폴링이 발견한 0.79에서 3.98(수소 = 2.20) 범위의 상대 척도로 계산되는 무차원량인 폴링 척도(χr)가 사용된다. 다른 계산 방법을 사용하는 경우에도 동일한 범위의 수치 값을 포함하는 척도 결과를 같이 인용하는 것이 일반적이다. 플루오린은 가장 강한 전기 음성도(3.98)를 가지고 있으며, 세슘이 가장 약한 전기 음성도(0.79)를 가지고 있다.
전기 음성도는 단원자 상태의 원자들뿐만 아니라, 분자 속 개별 원자들에서도 측정될 수 있다. 어떤 경우에도 원자의 전기음성도는 일차 이온화 에너지와 강한 상관관계를 보인다. 전자 친화도와는 낮은 전기음성도에서는 약한 상관관계를, 높은 전기음성도에서는 강한 상관관계를 보인다. 원소의 전기음성도는 각 원자가 다른 원자 혹은 분자들과 상호작용하는 것에 영향을 받는다.

## 계산법

### 폴링 척도
라이너스 폴링은 1932년에 두 개의 서로 다른 원자(A-B) 사이의 공유 결합이 A-A와 B-B 결합의 평균보다 강한 이유를 설명하기 위해 전기 음성도의 개념을 처음 제안했다. 폴링의 원자가 결합 이론에 따르면, 이종핵 분자의 이러한 추가적인 안정화는 이온 공명 구조에 의해 일어난다. 따라서 원소에 대한 폴링 전기 음성도를 계산하기 위해선, 해당 원소에 의해 형성된 적어도 두 가지 유형의 공유 결합의 해리 에너지에 대한 데이터가 필요하다.
원자 A와 B 사이의 전기 음성도의 차이는 아래 공식에 의해 계산된다:
{\displaystyle |\chi _{\rm {A}}-\chi _{\rm {B}}|=({\rm {eV}})^{-1/2}{\sqrt {E_{\rm {d}}({\rm {AB}})-{\frac {E_{\rm {d}}({\rm {AA}})+E_{\rm {d}}({\rm {BB}})}{2}}}}}
이 식에서 A-B, A-A 및 B-B 해리 에너지(Ed)는 전자볼트로 계산되며, 무차원 결과를 보장하기 위해 계수 (eV)−1⁄2가 포함된다.
위 식을 통해 수소와 브로민의 전기 음성도의 차이는 0.73임을 구할 수 있다.(해리 에너지: H–Br, 3.79 eV, H–H, 4.52 eV, Br–Br 2.00 eV)
하지만 폴링 척도는 원자 간의 전기 음성도의 차이만을 구하기 때문에, 절대적인 척도를 만들기 위해서는 기준이 되는 원자가 필요하다. 따라서 가장 광범위하게 공유 결합을 형성하는 수소가 척도의 기준으로 선택되었다. 초기에 수소의 전기 음성도는 2.1로 결정되었고, 후에 2.20으로 변경되었다. 또한 전기 음성도를 판단하기 위해 화학적 추론을 통한 더 높은 전기 음성도를 가진 원자를 판별해야 한다(루트에서 부호를 선택하는 것과 비슷함). 위에 예시에서는 수소와 브로민이 물에 용해 되었을 때 H+이온과 Br− 이온으로 만들기 때문에, 따라서 브로민이 더 강한 전기 음성도를 가진다고 가정한다.
폴링 척도의 핵심은 기본적이고, 정확한 반-경험적 질량 공식(SEMF)이다:{\displaystyle E_{\rm {d}}({\rm {AB}})={\frac {E_{\rm {d}}({\rm {AA}})+E_{\rm {d}}({\rm {BB}})}{2}}+(\chi _{\rm {A}}-\chi _{\rm {B}})^{2}{\rm {eV}}}때로는 아래 공식을 사용하기도 한다:{\displaystyle E_{\rm {d}}({\rm {AB}})={\sqrt {E_{\rm {d}}({\rm {AA}})E_{\rm {d}}({\rm {BB}})}}+1.3(\chi _{\rm {A}}-\chi _{\rm {B}})^{2}{\rm {eV}}}위 공식은 비록 근사적인 식이지만 높은 정확도를 가지고 있다. 폴링은 결합이 공유 결합과 두 개의 이온 결합 상태의 양자 역학적 중첩으로 대략적으로 표현될 수 있다는 점에 주목하여 첫 번째 방정식을 만들었다. 결합의 공유 에너지는 양자 역학 계산에 의한 근사치이며, 동일한 분자의 공유 결합의 두 에너지의 기하 평균이며 이온 요인, 즉 결합의 극성 특성에서 오는 추가 에너지가 존재한다.
공식은 근사치이지만 이 대략적인 근사치는 실제로 상대적으로 양호하고 결합 극성의 개념과 양자 역학의 일부 이론적 근거와 함께 올바른 직관을 제공한다.
더 복잡한 화합물에서는 전기 음성도가 원자의 분자 환경에 의존하기 때문에 추가 오류가 발생한다. 또한 에너지 추정치는 다중 결합이 아닌 단일 결합에만 사용할 수 있기 때문에 단일 결합만을 포함하는 분자의 형성 엔탈피는 이후에 전기 음성도 표를 기반으로 추정할 수 있으며, 이는 구성 요소 및 결합된 모든 원자 쌍의 전기 음성도 차이의 제곱의 합에 따라 달라진다. 이러한 에너지 추정 공식은 일반적으로 10% 정도의 상대 오차를 갖지만 대략적인 아이디어와 분자에 대해서 이해할 때 사용할 수 있다.

### 멀리컨 척도
로버트 멀리컨은 전기 음성도는 이온화 에너지(Ei)와 전자 친화도(Eea)의 산술 평균이어야 한다고 제안했다.
{\displaystyle \chi ={\frac {E_{\rm {i}}+E_{\rm {ea}}}{2}}}
그러므로 비활성 기체의 경우에도 전기음성도가 존재하지만, 패턴은 폴링 척도와 매우 비슷하다. 현재 잘 쓰이지는 않고 있다.

## 표
| 폴링 척도에 의한 전기음성도 주기율표                      | 폴링 척도에 의한 전기음성도 주기율표                      | 폴링 척도에 의한 전기음성도 주기율표                      | 폴링 척도에 의한 전기음성도 주기율표                      | 폴링 척도에 의한 전기음성도 주기율표                      | 폴링 척도에 의한 전기음성도 주기율표                      | 폴링 척도에 의한 전기음성도 주기율표                      | 폴링 척도에 의한 전기음성도 주기율표                      | 폴링 척도에 의한 전기음성도 주기율표                      | 폴링 척도에 의한 전기음성도 주기율표                      | 폴링 척도에 의한 전기음성도 주기율표                      | 폴링 척도에 의한 전기음성도 주기율표                      | 폴링 척도에 의한 전기음성도 주기율표                      | 폴링 척도에 의한 전기음성도 주기율표                      | 폴링 척도에 의한 전기음성도 주기율표                      | 폴링 척도에 의한 전기음성도 주기율표                      | 폴링 척도에 의한 전기음성도 주기율표                      | 폴링 척도에 의한 전기음성도 주기율표                      | 폴링 척도에 의한 전기음성도 주기율표                      |
| → 원자 반지름 감소 → 이온화 에너지 증가 → 전기음성도 증가 | → 원자 반지름 감소 → 이온화 에너지 증가 → 전기음성도 증가 | → 원자 반지름 감소 → 이온화 에너지 증가 → 전기음성도 증가 | → 원자 반지름 감소 → 이온화 에너지 증가 → 전기음성도 증가 | → 원자 반지름 감소 → 이온화 에너지 증가 → 전기음성도 증가 | → 원자 반지름 감소 → 이온화 에너지 증가 → 전기음성도 증가 | → 원자 반지름 감소 → 이온화 에너지 증가 → 전기음성도 증가 | → 원자 반지름 감소 → 이온화 에너지 증가 → 전기음성도 증가 | → 원자 반지름 감소 → 이온화 에너지 증가 → 전기음성도 증가 | → 원자 반지름 감소 → 이온화 에너지 증가 → 전기음성도 증가 | → 원자 반지름 감소 → 이온화 에너지 증가 → 전기음성도 증가 | → 원자 반지름 감소 → 이온화 에너지 증가 → 전기음성도 증가 | → 원자 반지름 감소 → 이온화 에너지 증가 → 전기음성도 증가 | → 원자 반지름 감소 → 이온화 에너지 증가 → 전기음성도 증가 | → 원자 반지름 감소 → 이온화 에너지 증가 → 전기음성도 증가 | → 원자 반지름 감소 → 이온화 에너지 증가 → 전기음성도 증가 | → 원자 반지름 감소 → 이온화 에너지 증가 → 전기음성도 증가 | → 원자 반지름 감소 → 이온화 에너지 증가 → 전기음성도 증가 | → 원자 반지름 감소 → 이온화 에너지 증가 → 전기음성도 증가 |
| --------------------------------------------------------- | --------------------------------------------------------- | --------------------------------------------------------- | --------------------------------------------------------- | --------------------------------------------------------- | --------------------------------------------------------- | --------------------------------------------------------- | --------------------------------------------------------- | --------------------------------------------------------- | --------------------------------------------------------- | --------------------------------------------------------- | --------------------------------------------------------- | --------------------------------------------------------- | --------------------------------------------------------- | --------------------------------------------------------- | --------------------------------------------------------- | --------------------------------------------------------- | --------------------------------------------------------- | --------------------------------------------------------- |
| 족                                                        | 1                                                         | 2                                                         | 3                                                         | 4                                                         | 5                                                         | 6                                                         | 7                                                         | 8                                                         | 9                                                         | 10                                                        | 11                                                        | 12                                                        | 13                                                        | 14                                                        | 15                                                        | 16                                                        | 17                                                        | 18                                                        |
| 주기                                                      |                                                           |                                                           |                                                           |                                                           |                                                           |                                                           |                                                           |                                                           |                                                           |                                                           |                                                           |                                                           |                                                           |                                                           |                                                           |                                                           |                                                           |                                                           |
| 1                                                         | H 2.20                                                    |                                                           |                                                           |                                                           |                                                           |                                                           |                                                           |                                                           |                                                           |                                                           |                                                           |                                                           |                                                           |                                                           |                                                           |                                                           |                                                           | He                                                        |
| 2                                                         | Li 0.98                                                   | Be 1.57                                                   |                                                           |                                                           |                                                           |                                                           |                                                           |                                                           |                                                           |                                                           |                                                           |                                                           | B 2.04                                                    | C 2.55                                                    | N 3.04                                                    | O 3.44                                                    | F 3.98                                                    | Ne                                                        |
| 3                                                         | Na 0.93                                                   | Mg 1.31                                                   |                                                           |                                                           |                                                           |                                                           |                                                           |                                                           |                                                           |                                                           |                                                           |                                                           | Al 1.61                                                   | Si 1.90                                                   | P 2.19                                                    | S 2.58                                                    | Cl 3.16                                                   | Ar                                                        |
| 4                                                         | K 0.82                                                    | Ca 1.00                                                   | Sc 1.36                                                   | Ti 1.54                                                   | V 1.63                                                    | Cr 1.66                                                   | Mn 1.55                                                   | Fe 1.83                                                   | Co 1.88                                                   | Ni 1.91                                                   | Cu 1.90                                                   | Zn 1.65                                                   | Ga 1.81                                                   | Ge 2.01                                                   | As 2.18                                                   | Se 2.55                                                   | Br 2.96                                                   | Kr 3.00                                                   |
| 5                                                         | Rb 0.82                                                   | Sr 0.95                                                   | Y 1.22                                                    | Zr 1.33                                                   | Nb 1.6                                                    | Mo 2.16                                                   | Tc 1.9                                                    | Ru 2.2                                                    | Rh 2.28                                                   | Pd 2.20                                                   | Ag 1.93                                                   | Cd 1.69                                                   | In 1.78                                                   | Sn 1.96                                                   | Sb 2.05                                                   | Te 2.1                                                    | I 2.66                                                    | Xe 2.6                                                    |
| 6                                                         | Cs 0.79                                                   | Ba 0.89                                                   | *                                                         | Hf 1.3                                                    | Ta 1.5                                                    | W 2.36                                                    | Re 1.9                                                    | Os 2.2                                                    | Ir 2.20                                                   | Pt 2.28                                                   | Au 2.54                                                   | Hg 2.00                                                   | Tl 1.62                                                   | Pb 2.33                                                   | Bi 2.02                                                   | Po 2.0                                                    | At 2.2                                                    | Rn                                                        |
| 7                                                         | Fr 0.7                                                    | Ra 0.9                                                    | **                                                        | Rf                                                        | Db                                                        | Sg                                                        | Bh                                                        | Hs                                                        | Mt                                                        | Ds                                                        | Rg                                                        | Cn                                                        | Nh                                                        | Fl                                                        | Mc                                                        | Lv                                                        | Ts                                                        | Og                                                        |
|                                                           |                                                           |                                                           |                                                           |                                                           |                                                           |                                                           |                                                           |                                                           |                                                           |                                                           |                                                           |                                                           |                                                           |                                                           |                                                           |                                                           |                                                           |                                                           |
| 란타넘족                                                  | *                                                         | La 1.1                                                    | Ce 1.12                                                   | Pr 1.13                                                   | Nd 1.14                                                   | Pm 1.13                                                   | Sm 1.17                                                   | Eu 1.2                                                    | Gd 1.2                                                    | Tb 1.1                                                    | Dy 1.22                                                   | Ho 1.23                                                   | Er 1.24                                                   | Tm 1.25                                                   | Yb 1.1                                                    | Lu 1.27                                                   |                                                           |                                                           |
| 악티늄족                                                  | **                                                        | Ac 1.1                                                    | Th 1.3                                                    | Pa 1.5                                                    | U 1.38                                                    | Np 1.36                                                   | Pu 1.28                                                   | Am 1.13                                                   | Cm 1.28                                                   | Bk 1.3                                                    | Cf 1.3                                                    | Es 1.3                                                    | Fm 1.3                                                    | Md 1.3                                                    | No 1.3                                                    | Lr                                                        |                                                           |                                                           |
|                                                           |                                                           |                                                           |                                                           |                                                           |                                                           |                                                           |                                                           |                                                           |                                                           |                                                           |                                                           |                                                           |                                                           |                                                           |                                                           |                                                           |                                                           |                                                           |

## 같이 보기
- 공유 결합